# Щілина (гірництво)
Щілина — вузька порожнина в гірському масиві, яка утворюється з метою розвитку очисної виїмки, утворення допоміжних площин оголення в гірському масиві з метою полегшення його дроблення, зняття напружень.

## Окремі різновиди
У залежності від призначення Щ. поділяють на відрізні, врубові, зарубні, розвантажувальні, компенсаційні та ін.
Щілина розрізна — вертикальна або похила гірнича виробка, призначена для розвитку очисної виїмки, розкриття пласта корисної копалини.
Щілина зарубна — * 1) Порожнина, яка утворюється внаслідок підривання зарядів ВР у шпурах, свердловинах, камерах.
- 2) Порожнина, яка утворюється внаслідок підривання зарядів ВР розміщених в одну лінію. При цьому утворюються дві додаткові площини оголення у гірському масиві, що підривається, які полегшують дроблення масиву при підриванні розміщених навколо щілини допоміжних зарядів ВР.
- 3) Порожнина, що утворюється після підрубки пласта баром врубової машини. Така щілина полегшує виймання пласта.

Щілина розвантажувальна — порожнина в гірському масиві, призначена для зняття в ньому напруження з метою попередження викидів гірничої маси (вугілля, газу, породи, солі і т. ін.).
Щілина компенсаційна — гірнича виробка, яка проводиться з метою створення простору, який компенсує збільшення об'єму корисної копалини при її розпушуванні.